# Très Grand Télescope
Very Large Telescope • VLT
Le Très Grand Télescope, (parfois précisé très grand télescope de l'ESO), en anglais Very Large Telescope (VLT), est un ensemble de quatre télescopes principaux (aussi appelés UT pour Unit Telescope) et quatre auxiliaires (appelés AT pour Auxiliary Telescope). Il est situé à l'Observatoire du Cerro Paranal dans le désert d'Atacama au nord du Chili, à une altitude de 2 635 m. Il permet l'étude des astres dans les longueurs d'onde allant du visible à  l'infrarouge.
C'est un projet européen de l'Observatoire européen austral (ESO).

## Histoire
L'idée du VLT a germé en 1977, lors de la conférence de l'ESO, à Genève en Suisse, mais ce n'est qu'en 1983 que le projet commence véritablement à prendre forme et que la recherche d'un site commence. Le Conseil de l'ESO lance officiellement le projet VLT le 8 décembre 1987.
En 1988, le Chili donne le site de Cerro Paranal à l'ESO. Ce site a une surface de 725 km2 et est officiellement choisi en 1990. Les travaux commencent un an plus tard.
En 1992, le premier miroir primaire est coulé par la société allemande Schott et, trois ans plus tard, le premier dôme et l'ébauche de ce premier miroir sont fabriqués. La société REOSC termine le polissage en 1997 et ce primaire est amené de France puis installé dans sa cellule support. Celle-ci a été conçue et réalisée par le consortium Giat industries et SFIM.
En mai 1998, le premier télescope opérationnel enregistre sa première lumière. L'année suivante le second télescope est inauguré. Le président de la République du Chili, Eduardo Frei, inaugure officiellement le VLT le 5 mars. En 2001, tous les télescopes principaux sont opérationnels.
En 2002, une équipe franco-allemande utilisant le VLT prouve la présence d'un trou noir au centre de la Voie lactée.
L'instrument NACO (première optique adaptative du VLT) voit sa première lumière et offre les pleines performances à UT4.
En 2004, l'instrument AMBER est installé et permet de recombiner trois des quatre télescopes de huit mètres, faisant du VLTI (I pour interféromètre) le plus grand télescope du monde en surface collectrice et pouvoir de résolution combinés.
En 2006 a lieu la première lumière du dernier instrument de première génération, CRIRES.
En 2010, l'instrument PIONIER recombine pour la première fois la lumière des 4 télescopes auxiliaires (ATs) en mode interférométrique. La première recombinaison des 4 télescopes de 8 mètres a lieu le 17 mars 2011.
En 2012, premier test réussi d'un instrument très puissant appelé KMOS (spectrographe multi-objets dans la bande K). KMOS est capable d'observer vingt-quatre objets simultanément dans l'infrarouge. Il permettra de mieux comprendre la formation et l'évolution des galaxies. KMOS a été construit par un consortium d’Universités et d’Instituts au Royaume-Uni et en Allemagne en collaboration avec l’ESO.
En juillet 2018, un nouveau dispositif d'optique adaptative est installé sur le VLT : la « tomographie laser ». Cette nouvelle technologie utilisée par l'instrument MUSE combiné au module d’optique adaptative GALACSI, permet de corriger les turbulences atmosphériques à différentes altitudes. Il est à présent possible depuis le sol d'obtenir des images de meilleure qualité que grâce au télescope spatial Hubble. Des tests effectués sur la planète Neptune montrent des images plus nettes que celle obtenues dans l'espace.

## Site

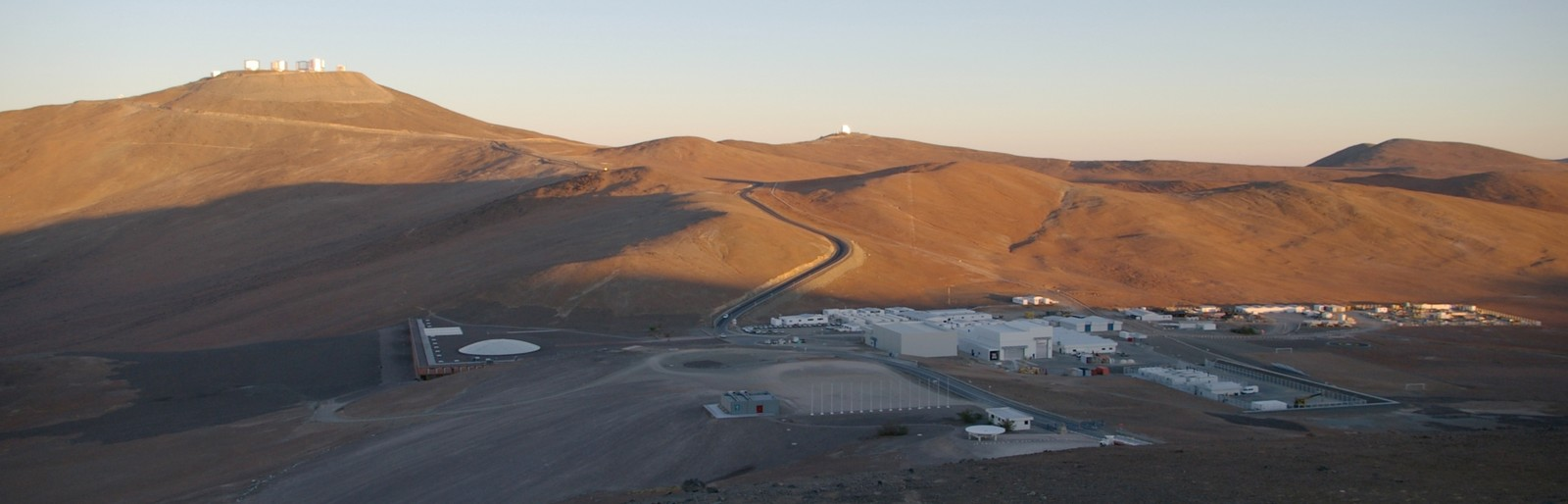
En premier plan le camp de base et en second plan (en haut à gauche) les télescopes du VLT.

Le VLT se trouve sur le cerro Paranal appartenant à la cordillère de la Costa, dans le désert d'Atacama au nord du Chili. Le site est à une altitude de 2 635 m, à 12 km de la mer et à 130 km au sud d'Antofagasta.
Ce site offre de nombreux avantages :
- le climat hyper-aride permet une couverture nuageuse quasi inexistante (il y a en moyenne 350 nuits dégagées par an), s'étalant sur une sorte de bande de 300 km de large par 2 000 km de long ;
- l'altitude permet d'avoir une agitation atmosphérique minimale ;
- la proximité de la mer permet d'avoir une différence thermique entre le sol et l'atmosphère minimale ;
- l'isolation géographique permet de ne pas être dérangé par les activités humaines, notamment en ce qui concerne les lumières et les nuages de pollution.

C'est donc un site quasi idéal pour y placer un télescope, seuls les tremblements de terre occasionnés par la plaque tectonique de Nazca pourraient incommoder les observations. C'est pour cette raison que tous les bâtiments du VLT sont construits en respectant des normes parasismiques.

## Installations

### Télescopes principaux

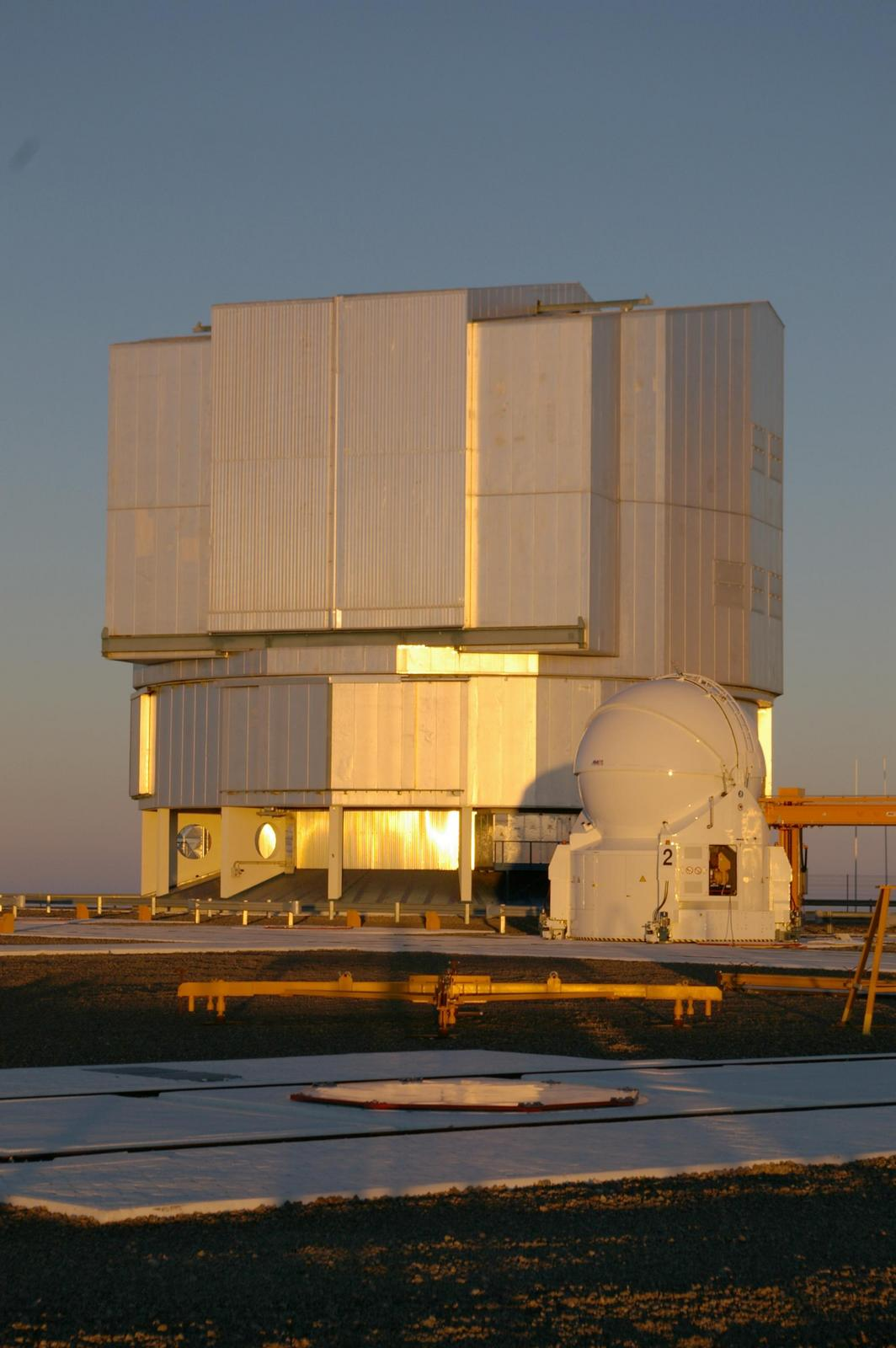
L'UT Antu, avec en premier plan un AT

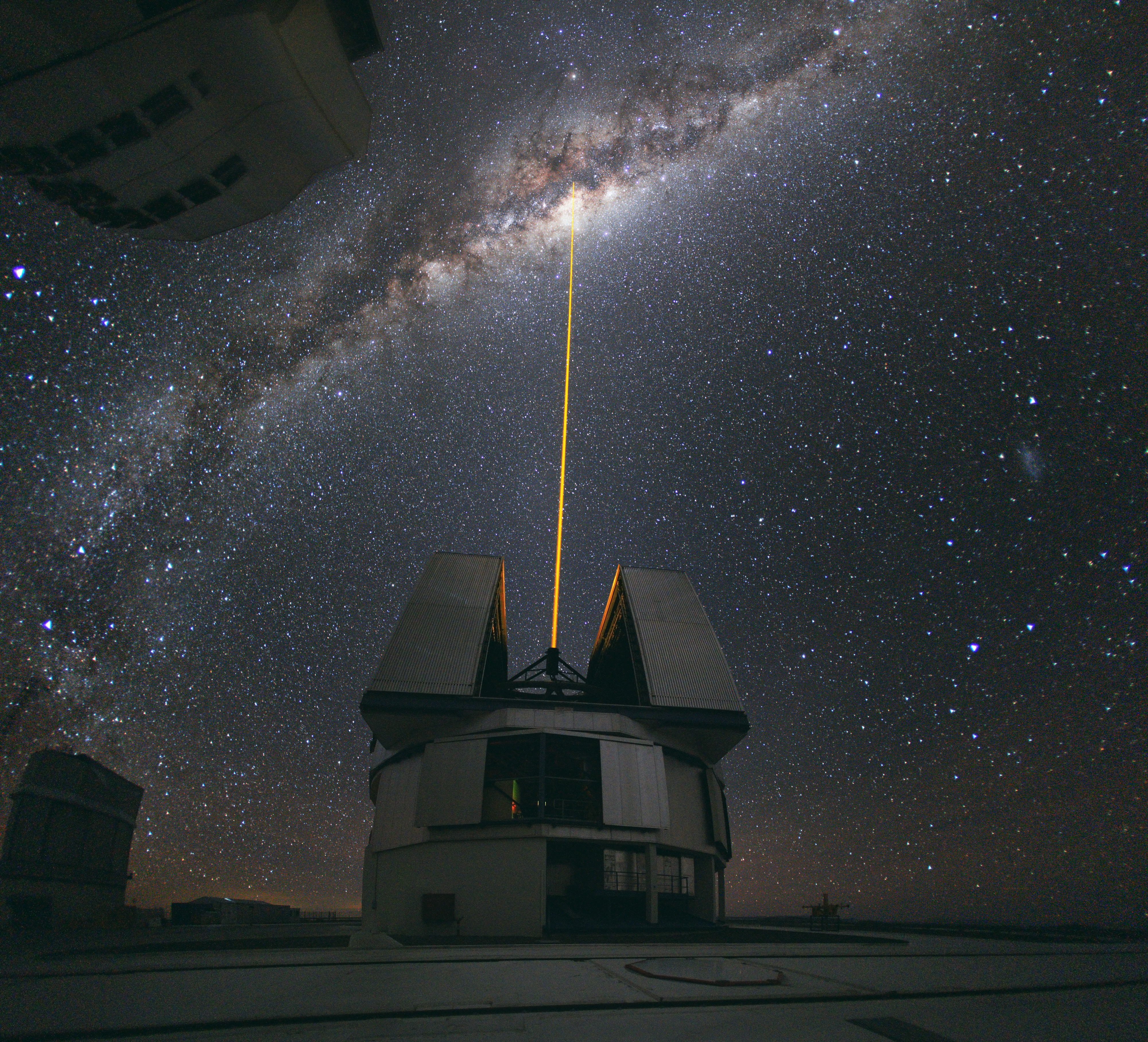
Observation de la Voie lactée, illustrant la correction active à l'aide d'un laser, à l'unité Yepun du VLT

Il y a quatre télescopes principaux appelés télescopes unitaires (en anglais Unit Telescope, abrégé en UT)) :
- UT1 : Antu (le Soleil), mis en service en juin 1998 ;
- UT2 : Kueyen (la Lune), mis en service en octobre 1999 ;
- UT3 : Melipal (la Croix du Sud), mis en service en janvier 2000 ;
- UT4 : Yepun (Vénus), mis en service en septembre 2000.

Les noms des télescopes sont en langue mapudungun, un dialecte local.
Le diamètre de chacun des miroirs primaires est de 8,2 mètres et chacun porte le nom de l'un des frères Dalton,. Outre leur taille importante, leur particularité est d'être très fins, avec seulement 17,6 centimètres d'épaisseur. Cette finesse offre des avantages importants au niveau du coût de fabrication, car ils sont moins lourds.
Mais cela occasionne des difficultés lors de leur fabrication et leur mise en place. Même s'ils sont fins, ils pèsent tout de même 23 tonnes chacun et leur poids a tendance à les déformer. Pour y remédier, l'ESO a mis au point un système d'optique active. Ce système est constitué de 150 vérins hydrauliques axiaux répartis en trois secteurs de 50 vérins sous la surface du miroir, assurant la déformation du miroir suivant une direction axiale et une répartition homogène de la masse du miroir en 150 points. Ce système a été conçu et réalisé par Giat Industries. Sous chacun des 150 vérins hydrauliques, 150 vérins électriques (étudiés et réalisés par la SFIM) ajoutent ou retranchent des forces qui modifient la répartition des masses, de façon à annuler les déformations locales du miroir, afin que le miroir conserve une forme optimale quelle que soit la position du télescope. Soixante-quatre vérins latéraux permettent de le positionner suivant deux autres degrés de libertés, soit cinq au total. Seule la rotation autour de l'axe principal du miroir n'est pas commandée et reste fixe. La mesure des six degrés de libertés du miroir par rapport à la cellule est obtenue par calcul, à partir de la matrice jacobienne du système constitué par six capteurs d'élongation, de qualité métrologique, positionnés entre le miroir et la cellule au moyen de rotules magnétiques, répartis à la périphérie du miroir suivant une cinématique - dite de Steward - à symétrie ternaire.
Cependant, la souplesse des miroirs ne permet pas de déformations rapides et le système d'optique active se contente de compenser les déformations des miroirs dues à la gravité. D'autres miroirs souples, beaucoup plus petits, appelés miroirs déformables, permettent de corriger les aberrations rapides dues à la turbulence atmosphérique. C'est ce qu'on appelle l'optique adaptative, et on les trouve notamment dans l'instrument NACO ou bien les systèmes MACAO du VLTI.
Toutes ces corrections automatiques font du VLT l’un des télescopes les plus performants du monde.
Le site du télescope est situé sur une zone à forte activité sismique et est donc soumis à des risques de tremblements de terre puissants. La cellule support du miroir a été équipée d'un système autonome en énergie, permettant la mise en sécurité automatique du miroir. Ce dispositif est constitué d'accéléromètres et d'actionneurs pneumatiques venant mettre le miroir en précontrainte de sécurité, en une fraction de seconde après détection de l'activité sismique.

#### Instruments
Le VLT est capable d'observer la lumière dans un large spectre. C'est pour cette raison que les télescopes principaux disposent chacun de trois foyers (Nasmyth A, Nasmyth B et Cassegrain) permettant d'y installer divers instruments :
| Instrument | Lien        | Objectifs | Emplacement               |
| ---------- | ----------- | --- | ------------------------- |
| FORS2      | FORS 1 et 2 | Imagerie et spectroscopie multi-objets | Foyer Cassegrain de l'UT1 |
| KMOS       | KMOS        | Spectrométrie multi-objets en bande K | Foyer Nasmyth B de l'UT1  |
| FLAMES     | FLAMES      | Spectrométrie multi-objets dans le visible et le proche ultraviolet | Foyer Nasmyth A de l'UT2  |
| VISIR      | VISIR       | Imagerie et spectrométrie dans l'infrarouge moyen | Foyer Cassegrain de l'UT2 |
| UVES       | UVES        | Spectrométrie dans le visible et le proche ultraviolet | Foyer Nasmyth B de l'UT2  |
| SPHERE     | SPHERE      | Spectro-polarimètre à haut contraste (recherche d'exoplanètes) | Foyer Nasmyth A de l'UT3  |
| X-SHOOTER  | X-SHOOTER   | Spectrométrie moyenne résolution | Foyer Cassegrain de l'UT3 |
| CRIRES     | CRIRES      | Spectrométrie à haute résolution dans l'infrarouge | Foyer Nasmyth B de l'UT3  |
| HAWK-I     | HAWK-I      | Imagerie dans le proche infrarouge | Foyer Nasmyth A de l'UT4  |
| ERIS       | ERIS        | Spectrométrie dans le proche infrarouge (remplace NaCo et SINFONI) | Foyer Cassegrain de l'UT4 |
| MUSE       | MUSE        | Spectrométrie multi-objets | Foyer Nasmyth B de l'UT4  |
| PIONIER    | PIONIER     | Recombine 4 télescopes dans l'infrarouge en bande H, de 1,45 à 1,8 micromètre. | Laboratoire focal du VLTI |
| GRAVITY    | GRAVITY     | Recombine 4 télescopes dans l'infrarouge en bande K, de 2,0 à 2,4 micromètre. | Laboratoire focal du VLTI |
| MATISSE    | MATISSE     | Recombine 4 télescopes dans l'infrarouge en bande L, de 3,2 à 3,9 micromètre, en bande M, de 4,5 à 5,0 micromètre et en bande N, de 8,0 à 13,0 micromètre.                                                                     | Laboratoire focal du VLTI |
| ESPRESSO   | ESPRESSO    | Spectrographe de recherche de planètes rocheuses et d'observation spectrale stable. But primaire : mesure de très haute précision des vitesses radiales des étoiles de type solaire (naine jaune) et des planètes telluriques. | Foyer incohérent du VLT   |
| GALACSI    | GALASCI     | Optique adaptative ; partie associée au DSM (miroir secondaire déformable) et au 4GLSF, améliore les performances de MUSE. | Foyer Nasmith B de l'UT4  |

La technologie multi-objets (MOS pour Multi Object Spectroscopy ou en français Spectroscopie multi-objets) permet de prendre le spectre lumineux de plusieurs objets en une seule pose. Elle améliore l'efficacité du télescope en évitant d'avoir à effectuer plusieurs poses. À titre d'exemple, VIMOS peut mesurer les distances et les propriétés de près de 1 000 objets célestes en une seule observation. Là où VIMOS effectue ses relevés en quelques heures, il faudrait plusieurs mois sans la technologie MOS.

#### Instruments retirés du service
- FORS 1, mars 2009
- ISAAC, décembre 2013
- VIMOS, mars 2018
- SINFONI, juin 2019
- NaCo, septembre 2019

### Télescopes auxiliaires

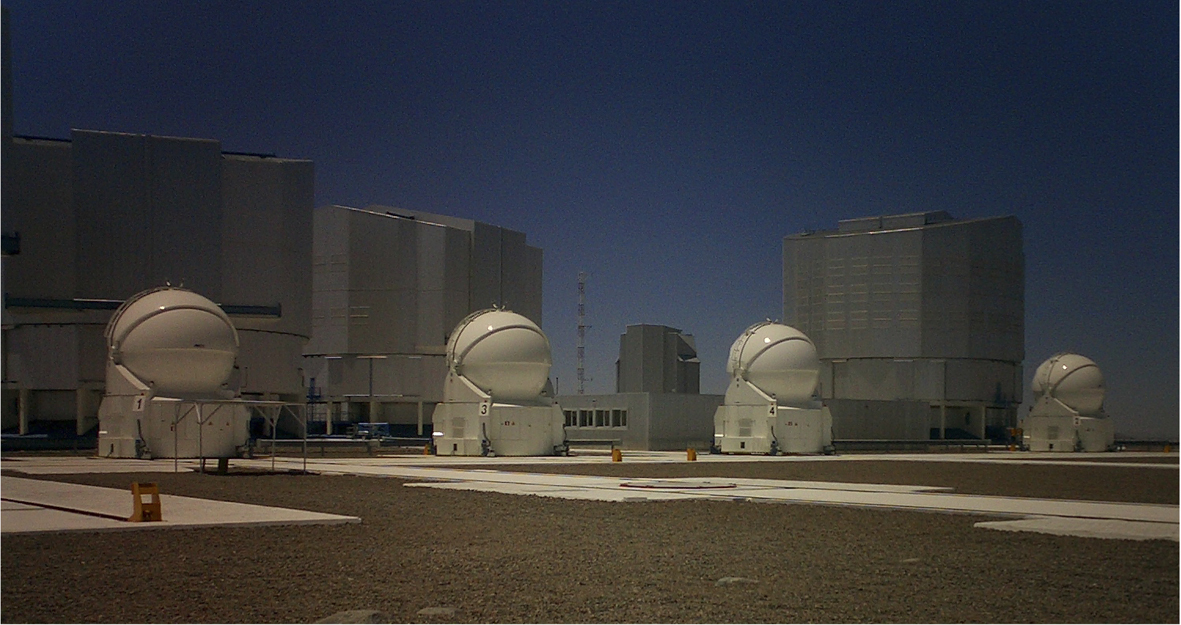
Les quatre AT sur le plateau de Paranal

Le VLT a été prévu pour pouvoir faire fonctionner les quatre télescopes principaux soit ensemble, soit en recombinaison par paires ou triplets. Cette technique est appelée l'interférométrie optique (par opposition à l'interférométrie radio utilisée par les radiotélescopes). Pour compléter le réseau, on peut ajouter un groupe de télescopes mobiles. C'est pour cette raison que quatre télescopes auxiliaires (aussi appelés AT pour Auxiliary Telescope) font également partie des installations. Ces télescopes auxiliaires sont réservés à l'interférométrie, au contraire des UT. Il est donc possible de mener en parallèle des observations monotélescope « classiques » sur les UT, et des observations interférométriques avec les AT.
Chacun des télescopes auxiliaires dispose d'un miroir de 1,8 mètre de diamètre.
Le premier a été installé en janvier 2004. Le second est arrivé à la fin 2004. Le troisième est arrivé fin 2005. Les deux premiers ont été testés ensemble, avec succès, dans la nuit du 2 au 3 février 2005. Ils ont été remis officiellement à la communauté des astronomes, le 1er octobre 2005.
Les quatre télescopes auxiliaires sont opérationnels depuis 2007. Ils ont été recombinés ensemble pour la première fois en 2010, par l'instrument PIONIER.

## Modes de fonctionnement
Il était prévu que le VLT puisse fonctionner selon trois modes :
1. En utilisant les quatre télescopes indépendamment ;
2. En mode recombinateur : lorsque les images des 4 miroirs sont combinées, on obtient un instrument dont la surface collectrice est équivalente à celle d'un télescope de 16,6 m de diamètre, mais avec le même pouvoir de résolution que chaque télescope de 8 mètres ;
3. En mode interférométrique, c'est-à-dire en combinant par interférométrie jusqu'à 4 des télescopes du VLT. On obtient alors un instrument avec un pouvoir de résolution équivalent à celui d'un télescope pouvant aller jusqu'à 200 mètres de diamètre (selon les télescopes utilisés), mais avec la surface collectrice d'un seul télescope de 8 m (au mieux).

En fait, le deuxième mode n'a pas été installé pour des raisons techniques avant 2016 et l'arrivée de l'instrument ESPRESSO, qui offre un mode d'observation combinant 4 UT pour les sources les plus faibles. L'essentiel des observations du VLT s'effectue cependant selon le premier mode. Le mode interférométrique nécessite l'utilisation simultanée de deux ou plusieurs UT pour un seul programme d'observations. En termes de rapport nombre d'observations/temps passé, ce mode coûte donc plus cher mais il permet des observations impossibles dans le premier mode (grâce au plus grand pouvoir de résolution).
Toutefois c'est seulement si l'on observe avec les UT que le mode interférométrique coûte davantage. Les Auxiliary Telescopes (AT) sont eux réservés à l'interférométrie et permettent le fonctionnement simultané du premier et du troisième mode.

## Interférométrie optique

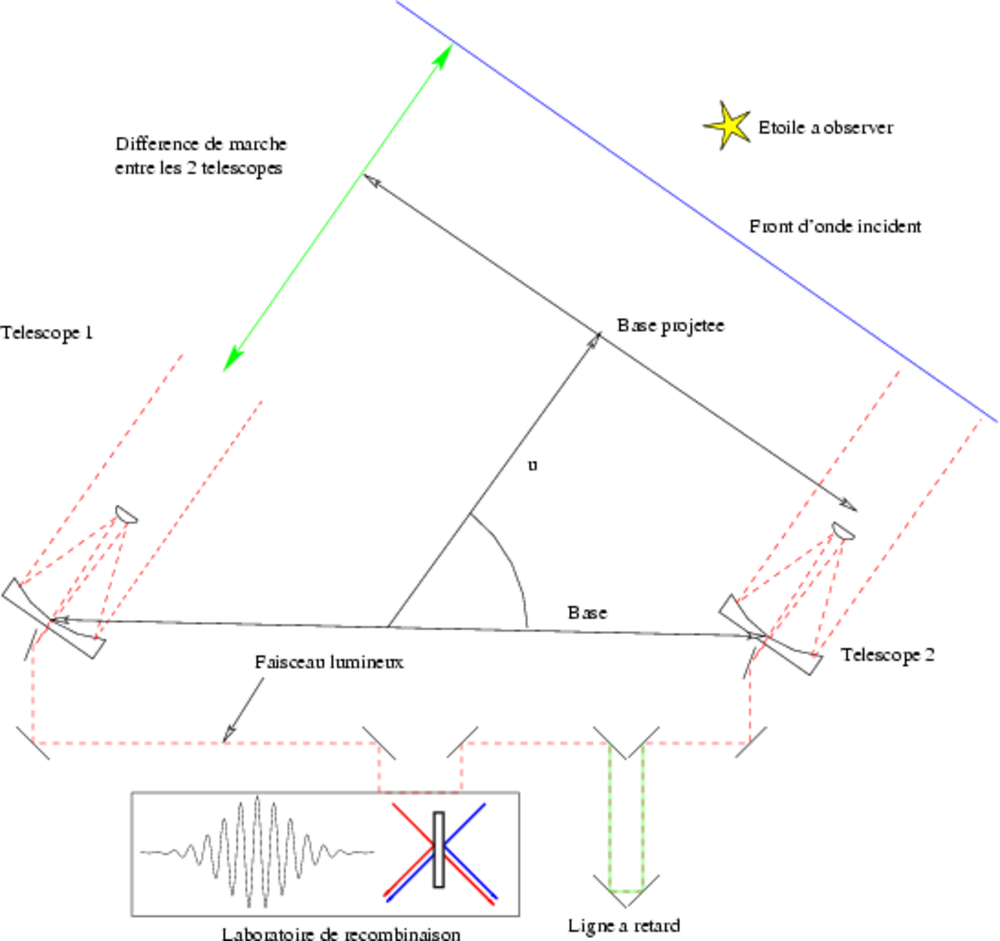
Schéma de principe d'un interféromètre optique.

Tout comme l'interférométrie radio utilisée depuis de nombreuses années par les radiotélescopes, l'interférométrie optique consiste à regrouper, à l'aide d'ordinateurs, les prises de vues de plusieurs télescopes pour n'en faire qu'une seule. Cette technique permet de créer virtuellement un plus grand télescope. Dans le cas du VLT, lorsque l'interférométrie optique est utilisée, la précision est telle que l'on pourrait voir un homme sur la Lune.
Le VLTI (I comme « interféromètre ») est un système extrêmement complexe, capable de rassembler de manière cohérente trois ou quatre faisceaux provenant des UT ou bien des AT, dans une pièce appelée le labo focal, qui dispose de différents instruments pouvant observer dans différents domaines de longueurs d'onde.
- PIONIER Precision Integrated-Optics Near-infrared Imaging ExpeRiment (en français « Expérience d'imagerie en proche infrarouge d'optique intégrée de précision ») recombine quatre télescopes dans l'infrarouge proche à 1,7 micromètre.
- GRAVITY : recombine le faisceau provenant de quatre télescopes. L'instrument travaille en bande K, entre 2,0 et 2,4 micromètres.
- MATISSE : recombine le faisceau de quatre télescopes. L'instrument travaille en bandes L, M et N. c'est un spectro-imageur à grande résolution spectrale.

### Instruments retirés du service
- VINCI était un instrument de tests qui permettait de recombiner deux télescopes dans l'infrarouge proche.
- PRIMA était un dispositif utilisant une étoile de référence permettant d'améliorer la sensibilité de MIDI ou d'AMBER.
- MIDI, recombinait deux télescopes dans l'infrarouge moyen. Décommissionné en mars 2015.
- AMBER ((« Re)combinateur astronomique de faisceaux multiples »,) recombinait trois télescopes dans l'infrarouge proche, de 1 à 2,4 micromètres. Décommissionné en mars 2018.

## Efficacité
Le VLT inaugure également d'autres méthodes d'observations pour les chercheurs. Pour ceux qui viennent sur le site, tout le processus visuel se fait par ordinateur. Mais les observations peuvent également être enregistrées sur support numérique et télétransmises. Un personnel permanent est chargé de réaliser l'entretien technique, les observations et le service.
Le temps est devenu un facteur plus contraignant que la pureté du ciel. L'utilisation massive de la technologie multi-objets doit justement permettre d'accélérer le nombre de prises. Le budget annuel de l'ensemble du site est estimé à 50 millions d'euros.

## Galerie

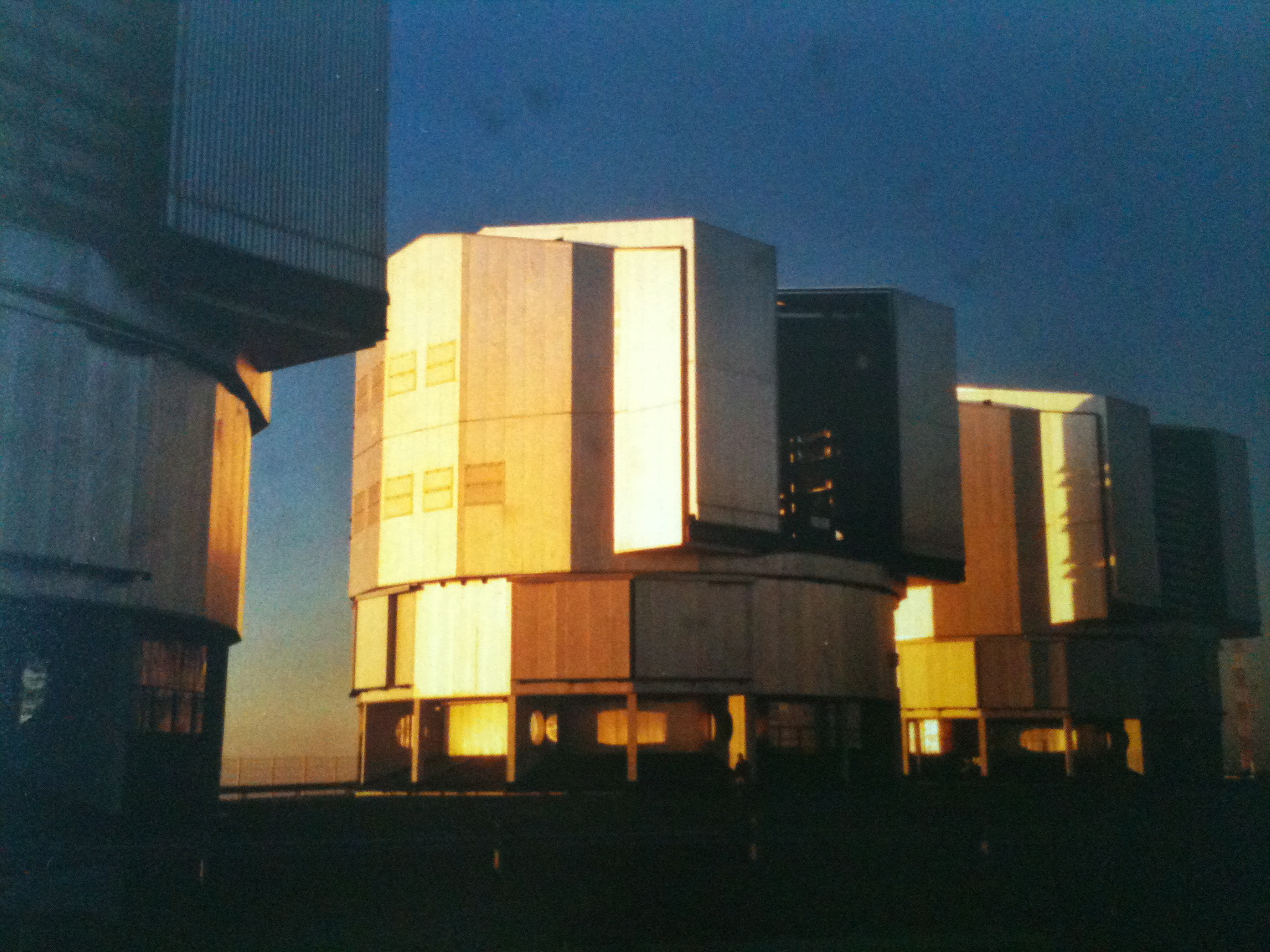
Les télescopes principaux au couchant.
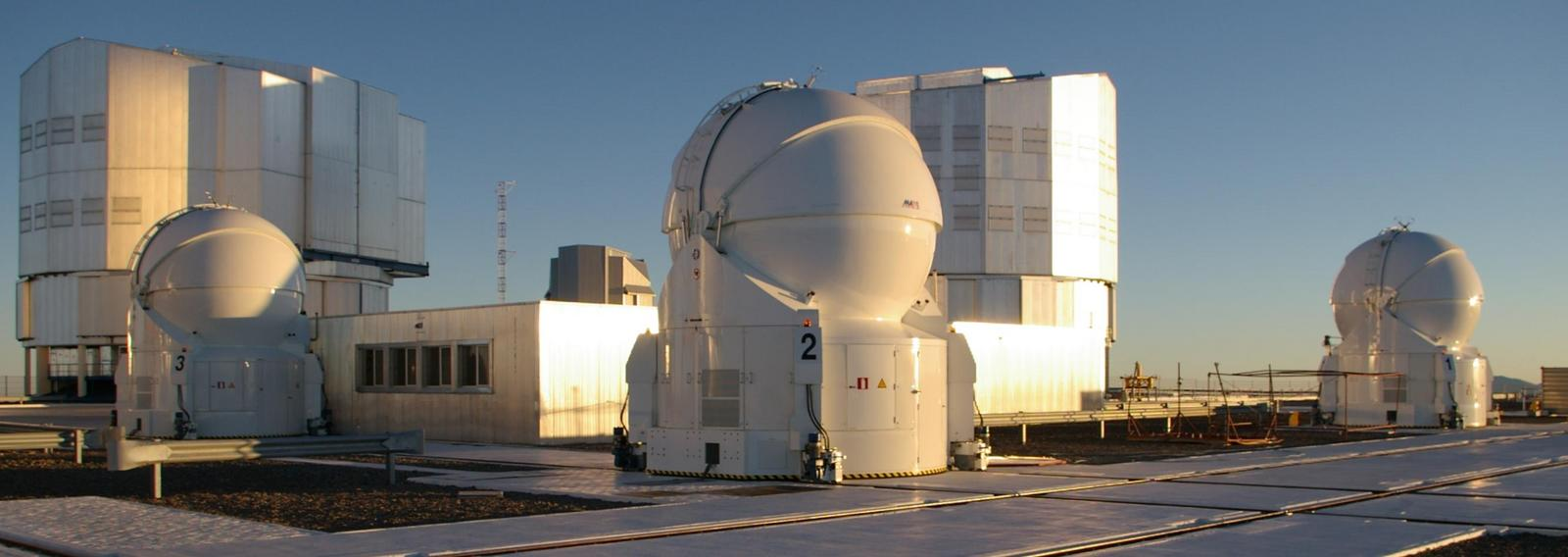
Les AT.
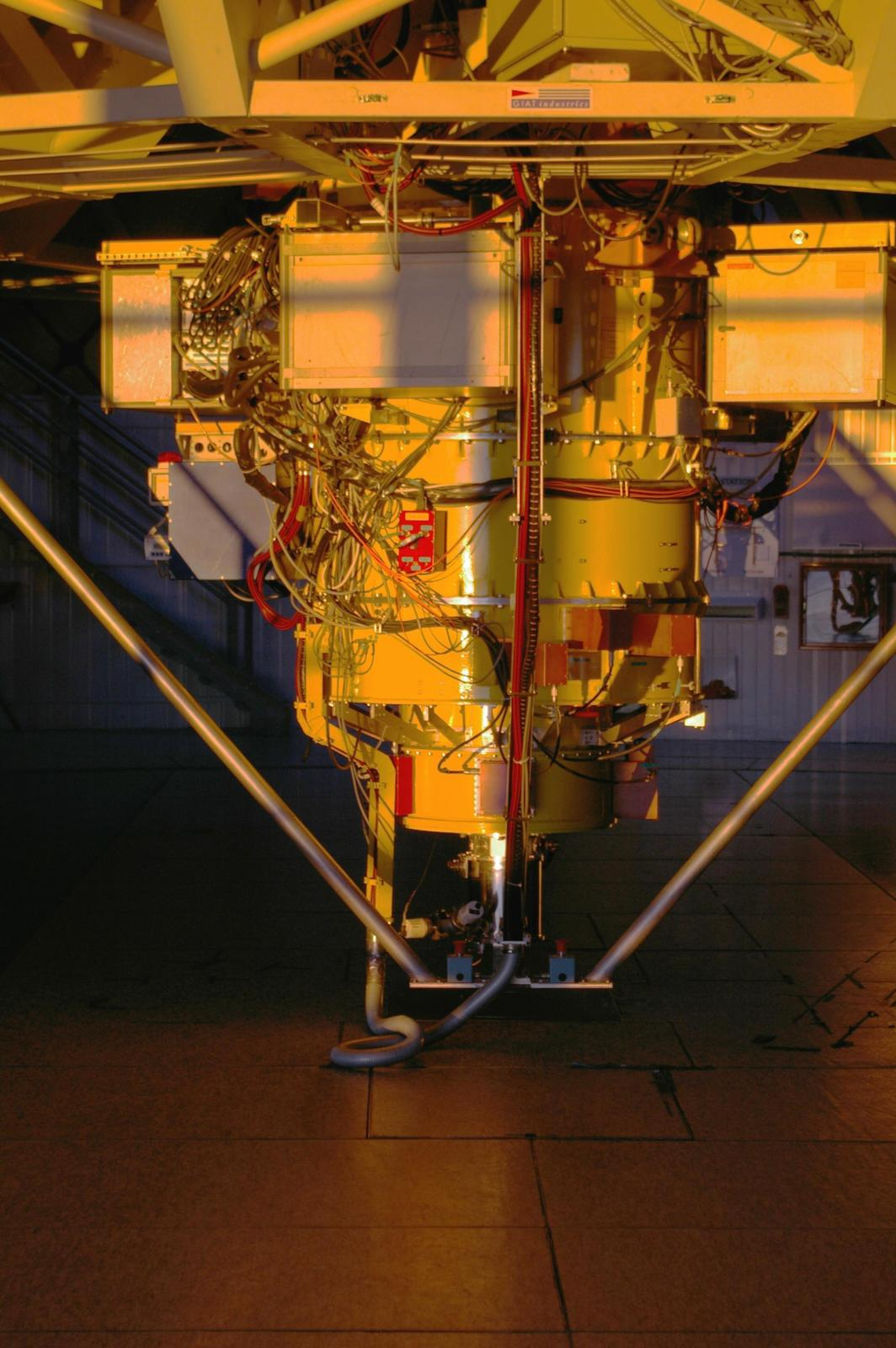
L'instrument FORS.
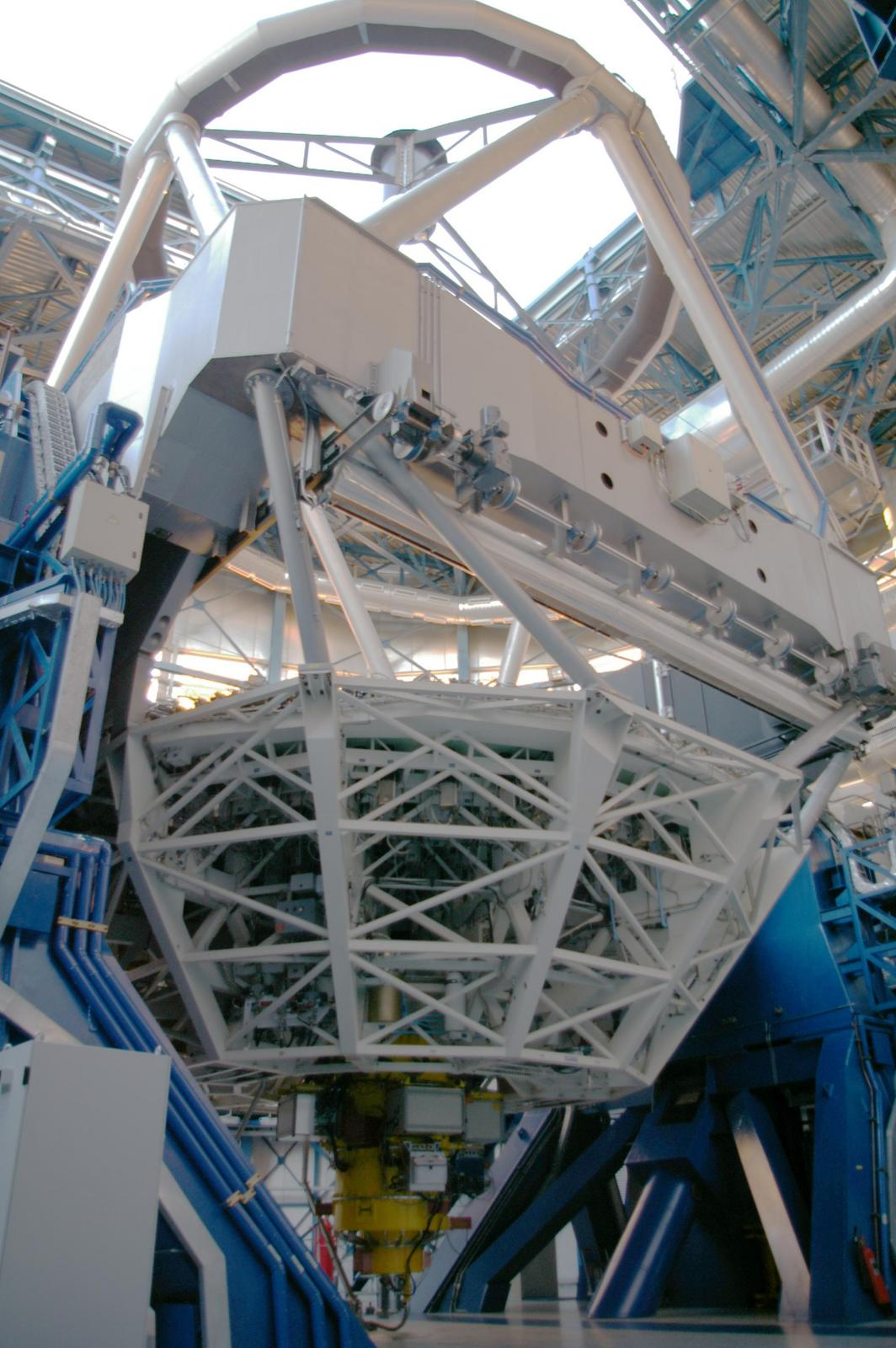
UT2 de l'intérieur de la coupole.
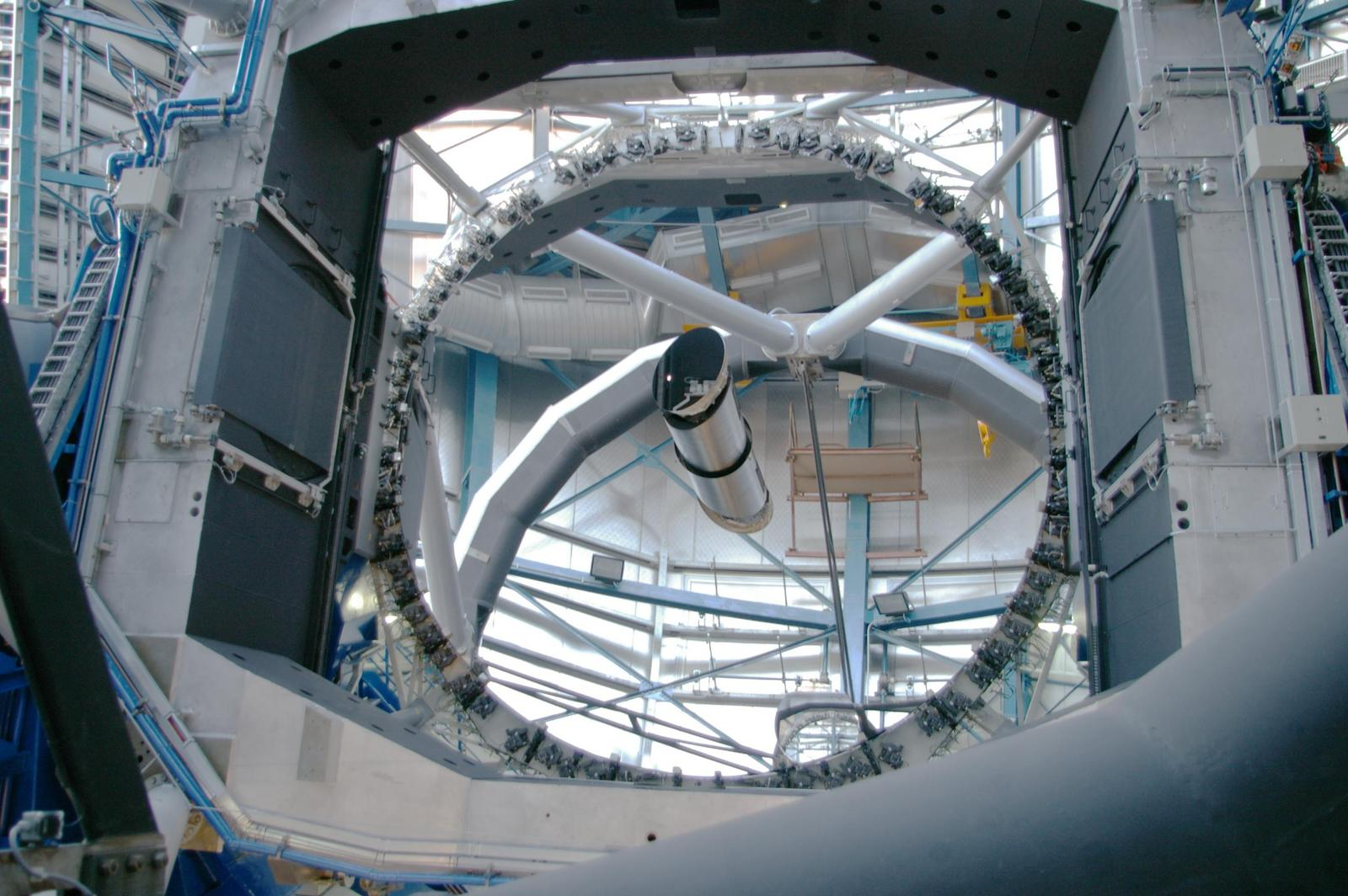
Le miroir de 8 m de l'UT2.
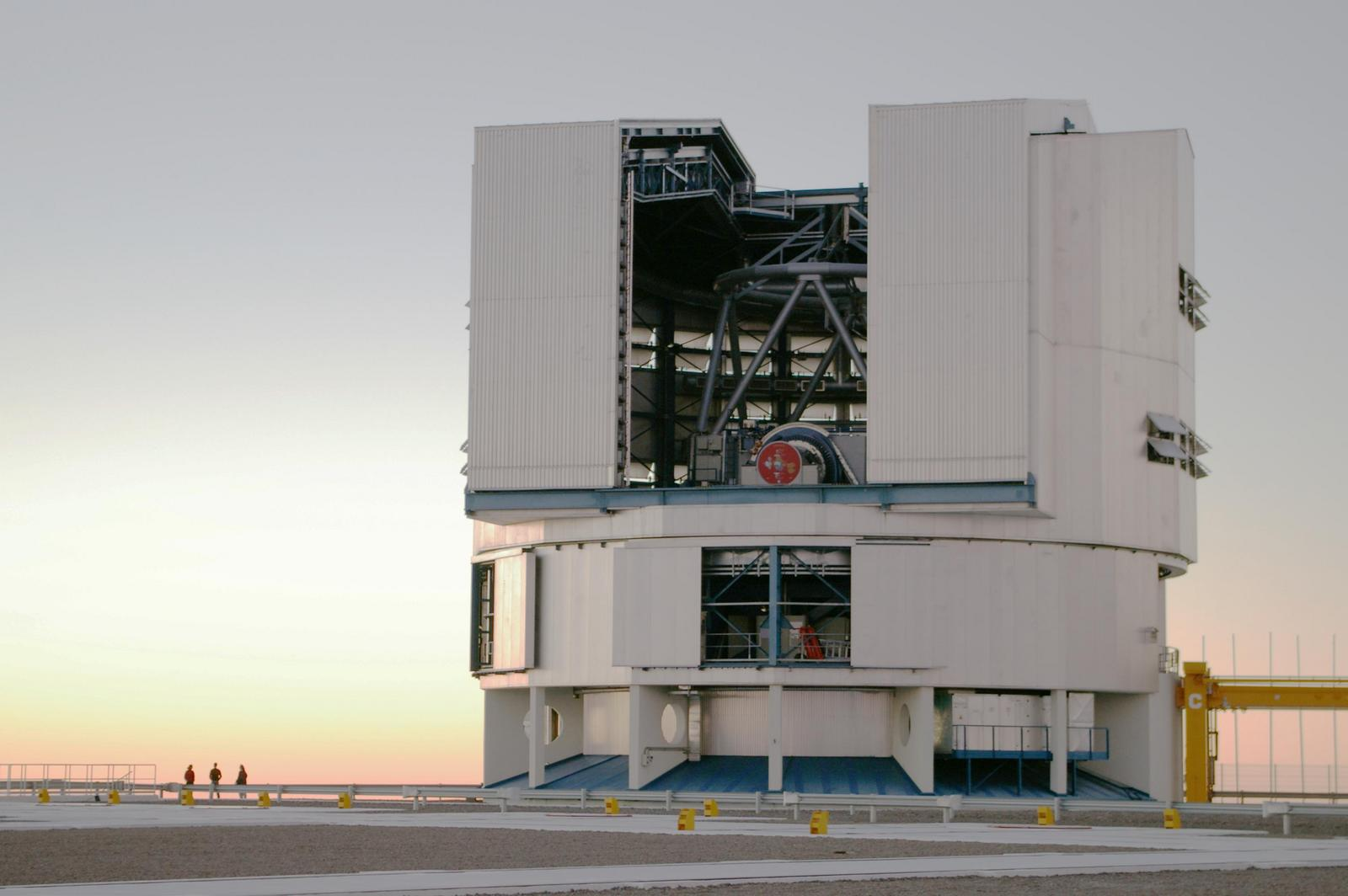
UT1 se prépare aux observations.
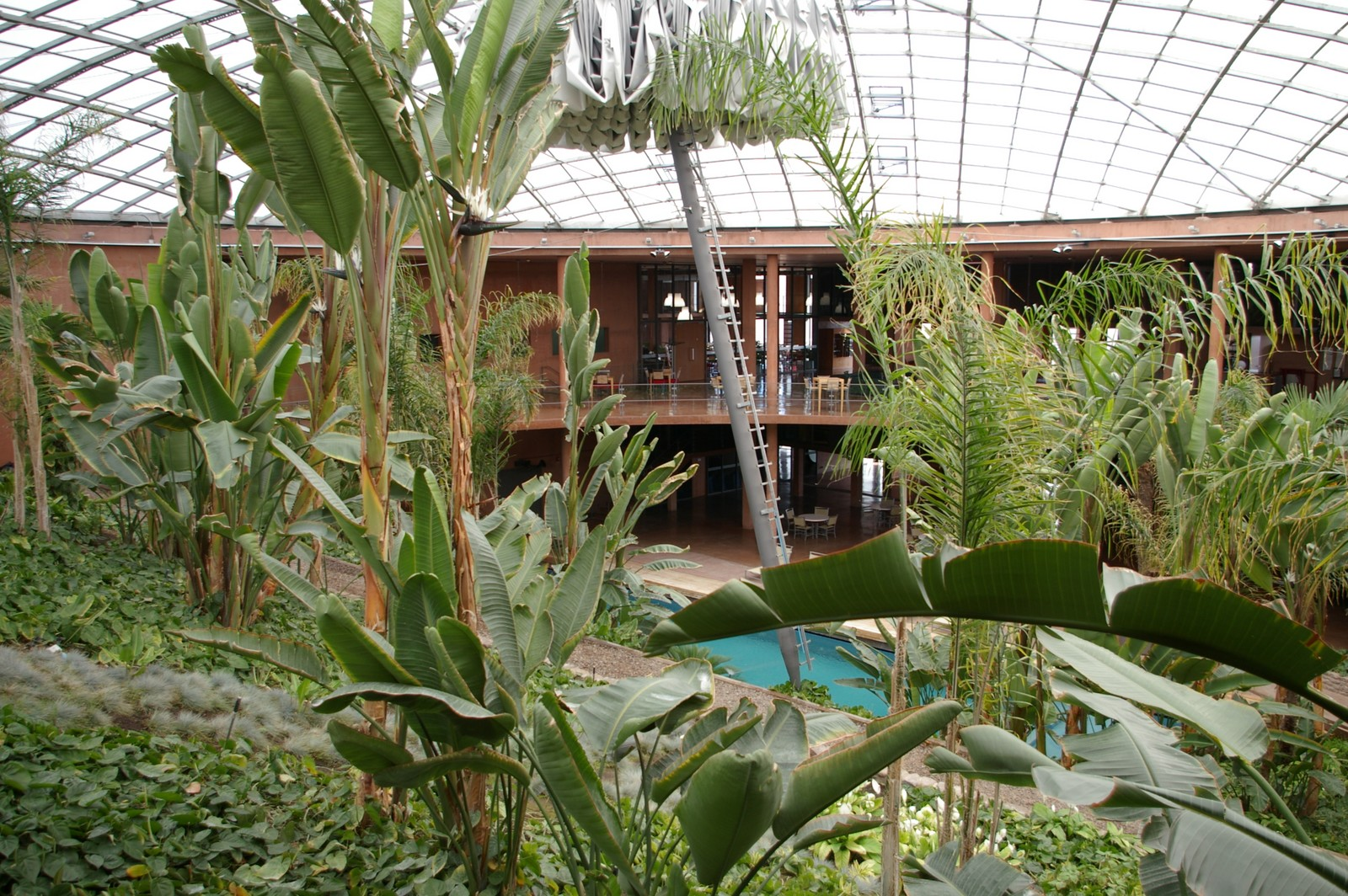
La résidence des astronomes.
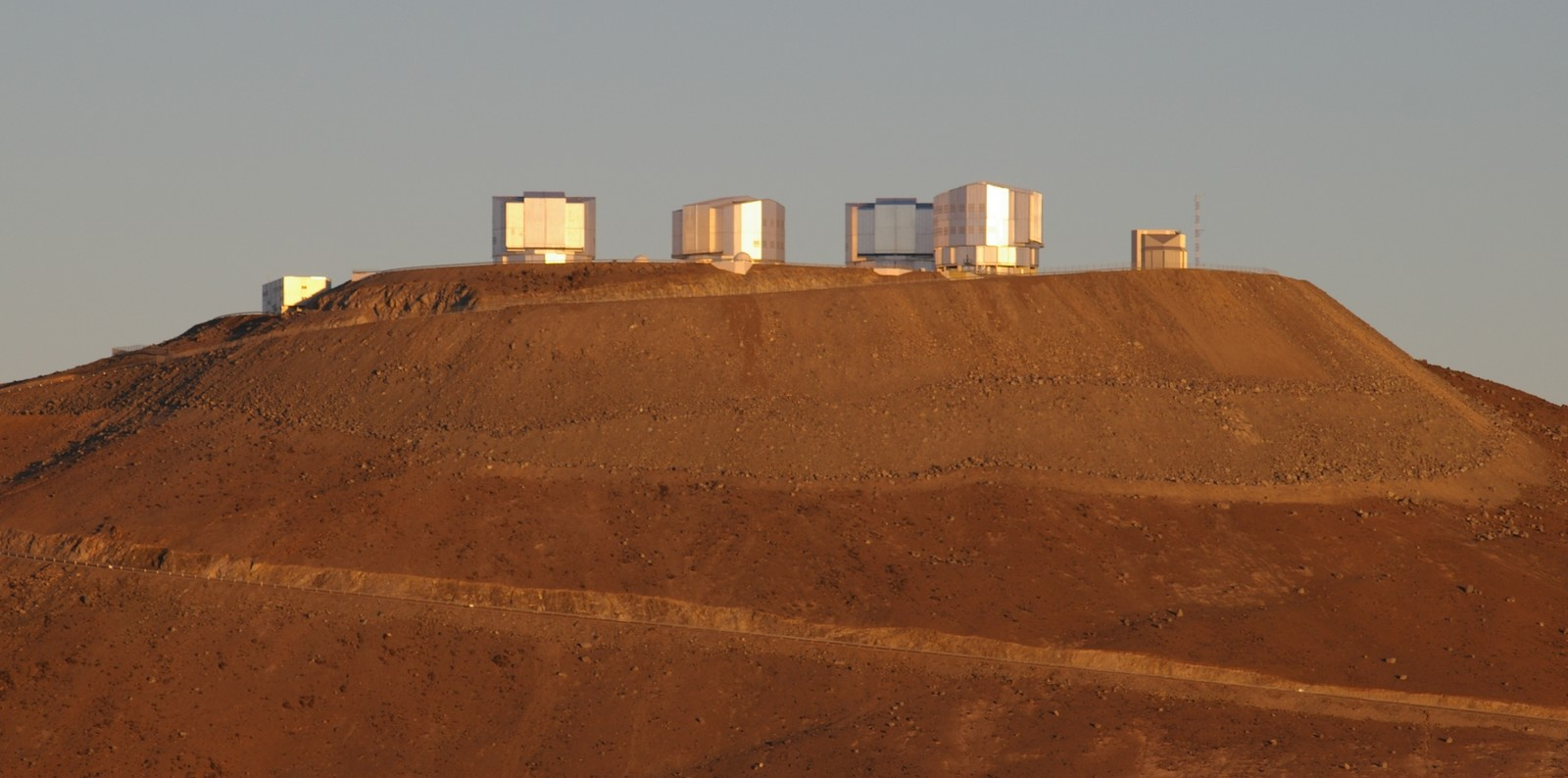
Le plateau du mont Paranal.
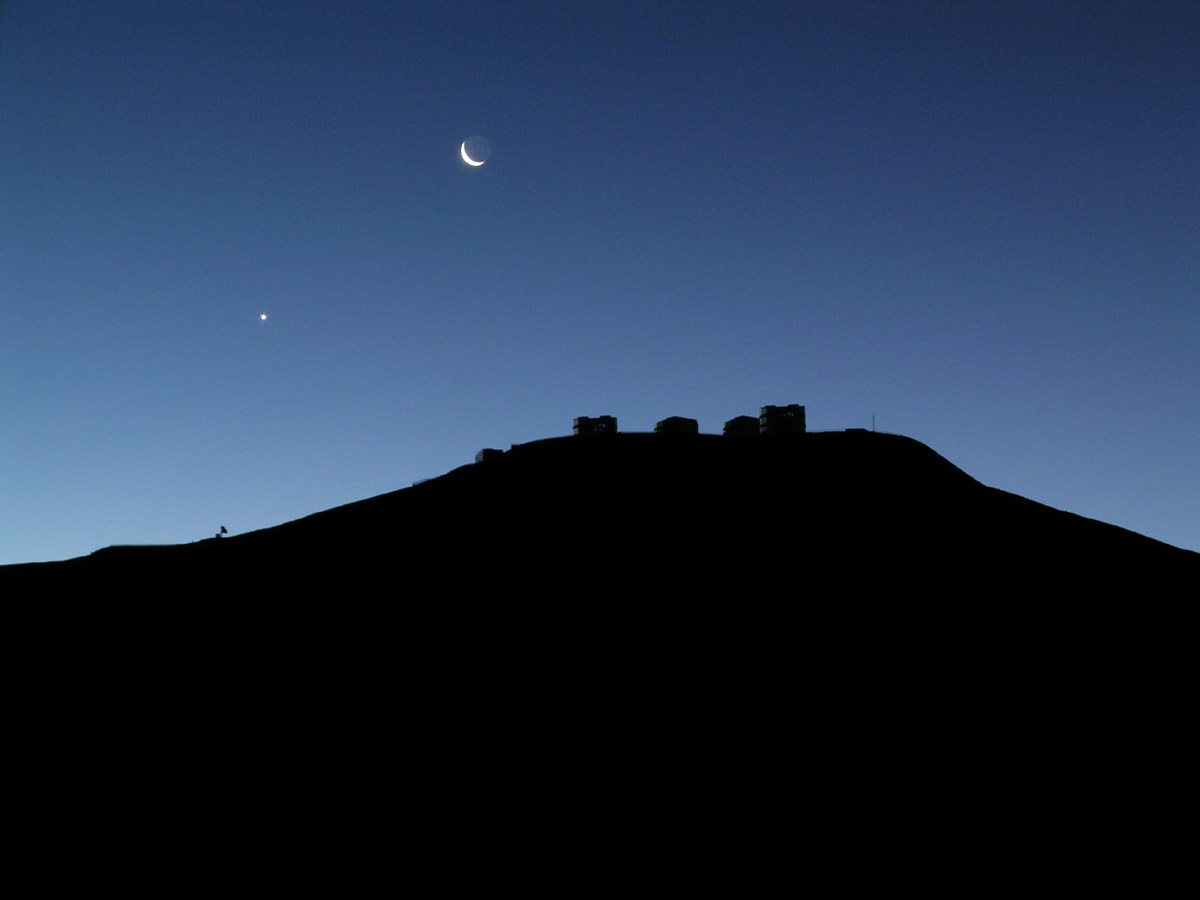
Paranal la nuit avec la Lune et Vénus.
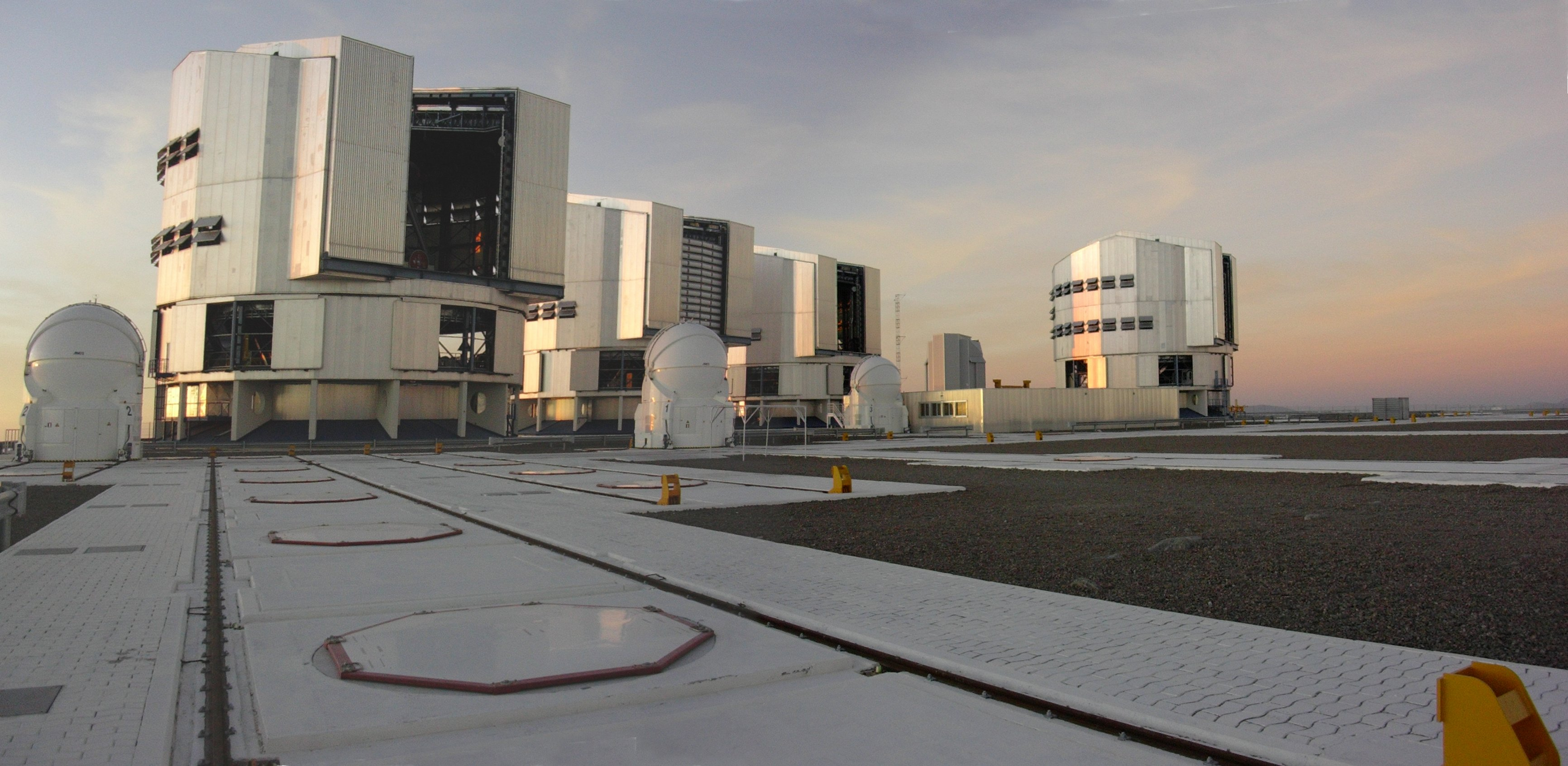
Paranal en avril 2006.
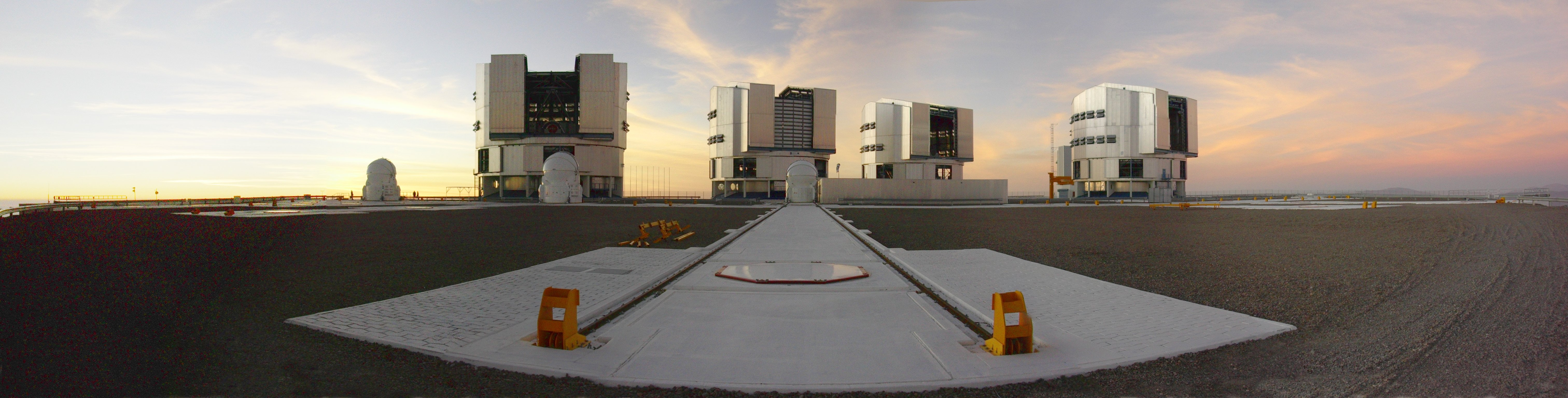
Vue panoramique sur les quatre UT, avec le grand rail des AT (permettant d'avoir une longueur de base de 200 m).
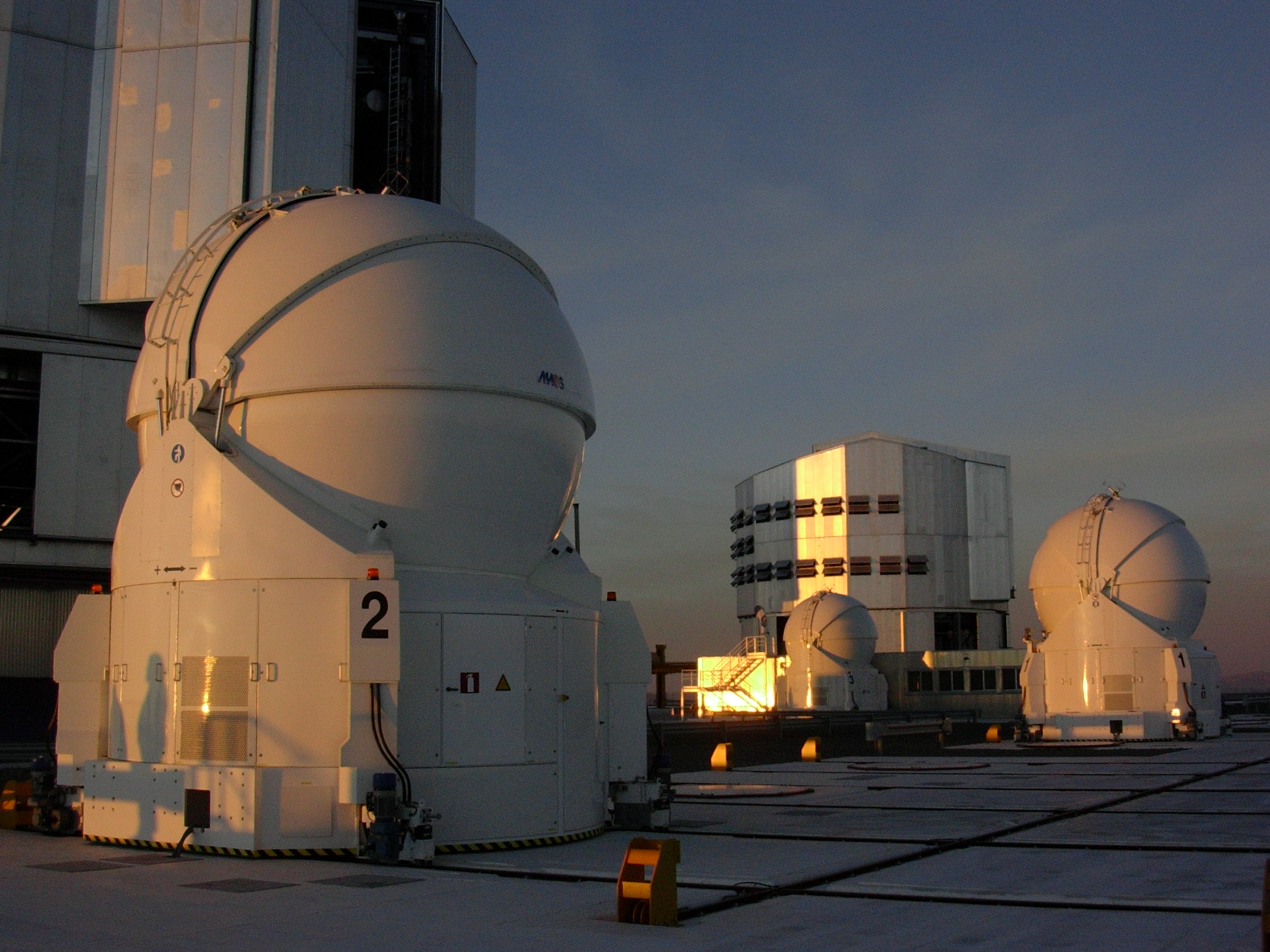
Les AT.
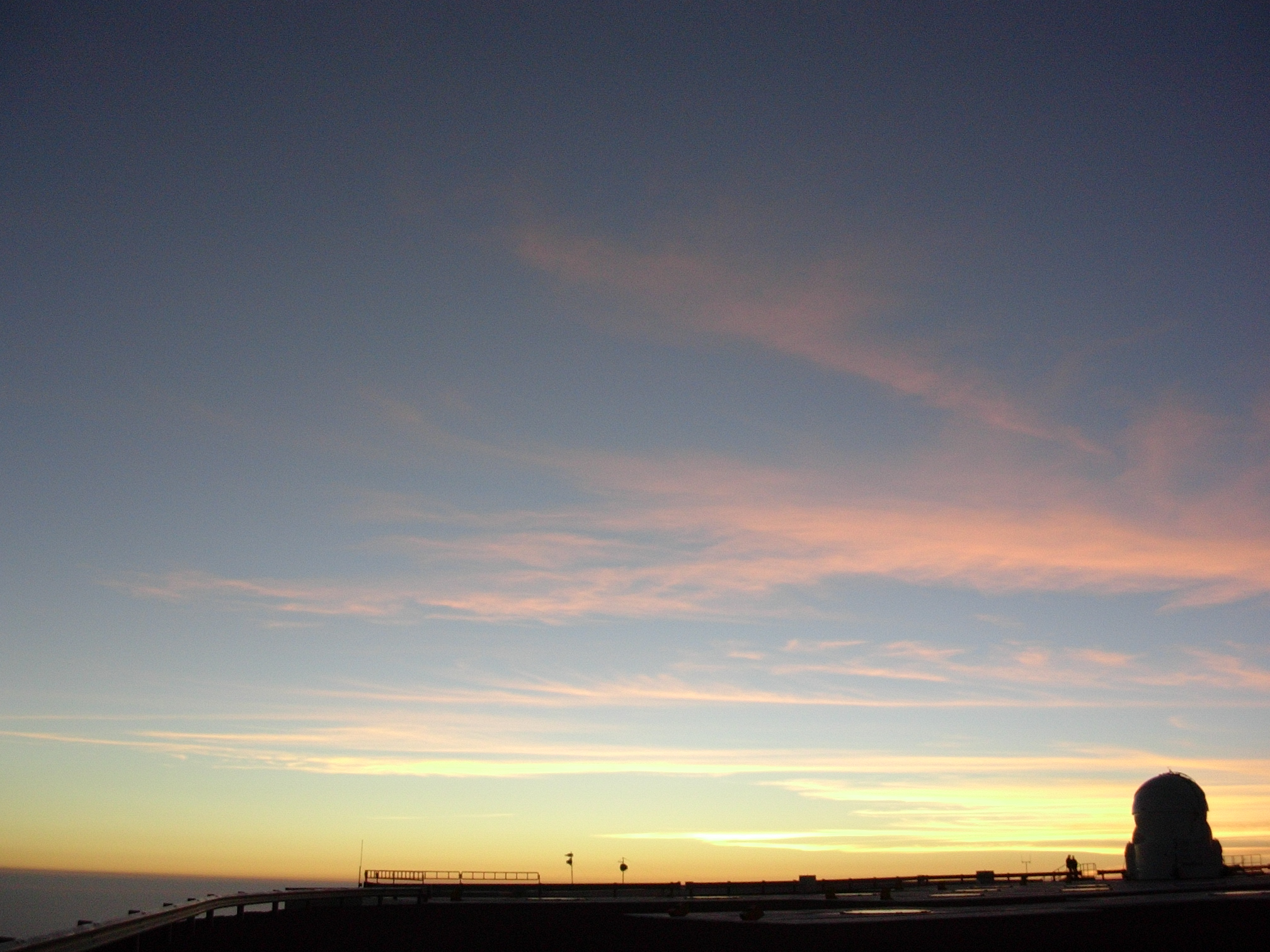
Un AT au coucher du Soleil.
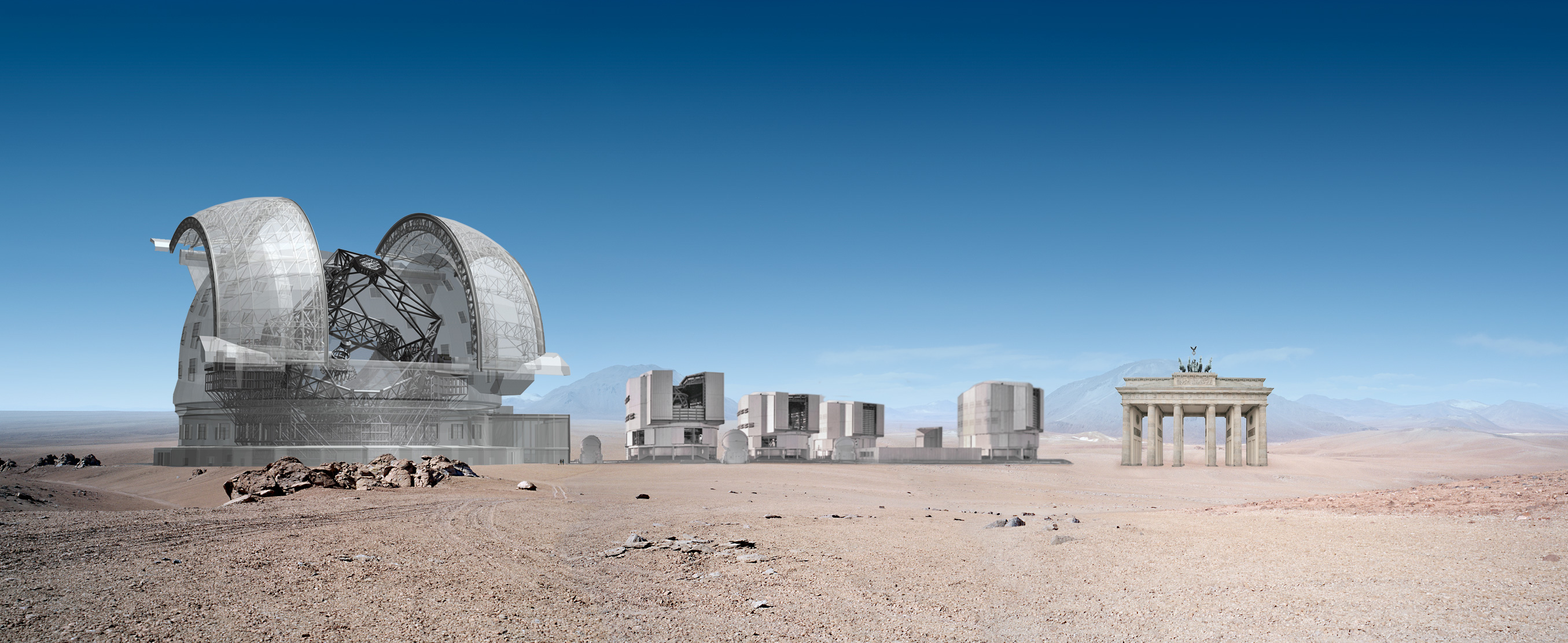
Le futur : l'E-ELT comparé au VLT et à la porte de Brandebourg.
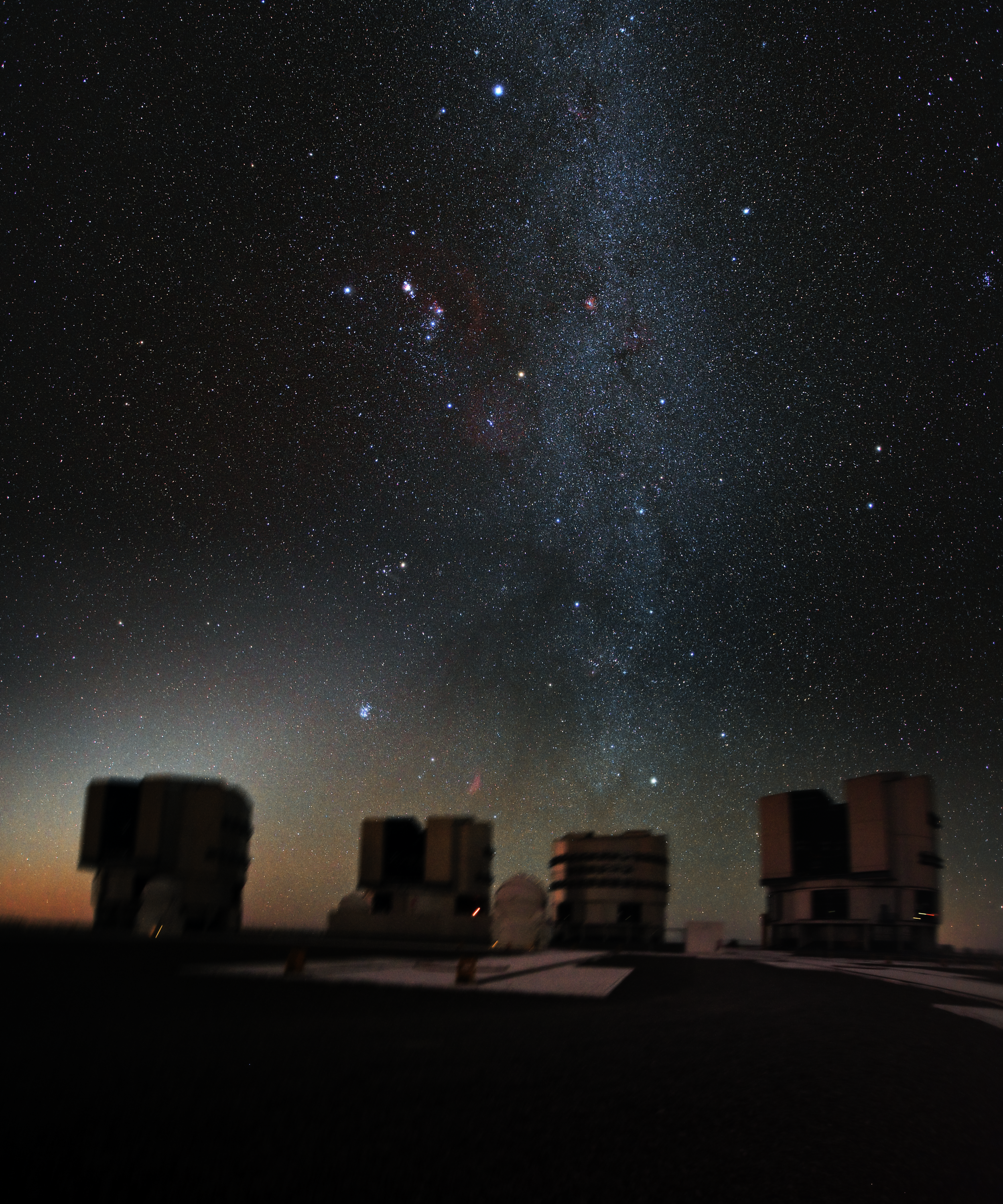
Orion au-dessus du VLT.
L'étoile LASER du VLT pointe le centre galactique.
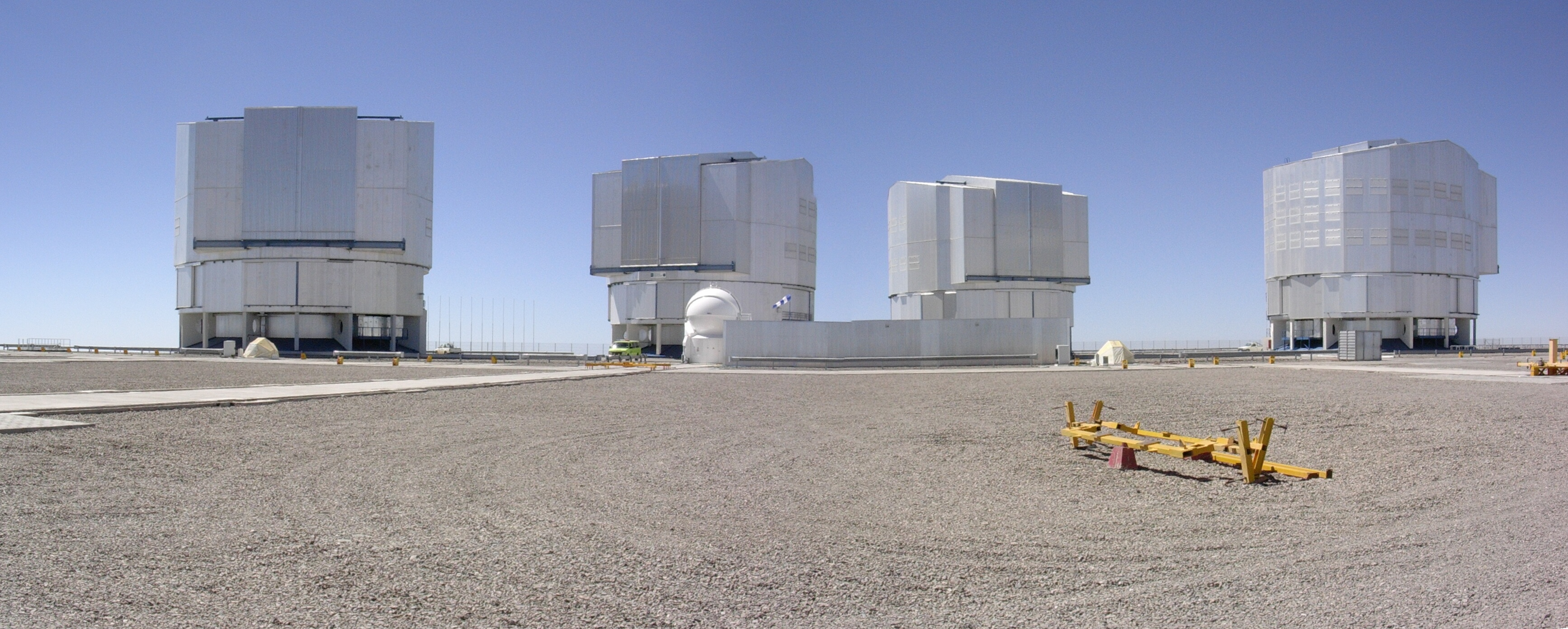
La plate-forme du VLT en 2004.
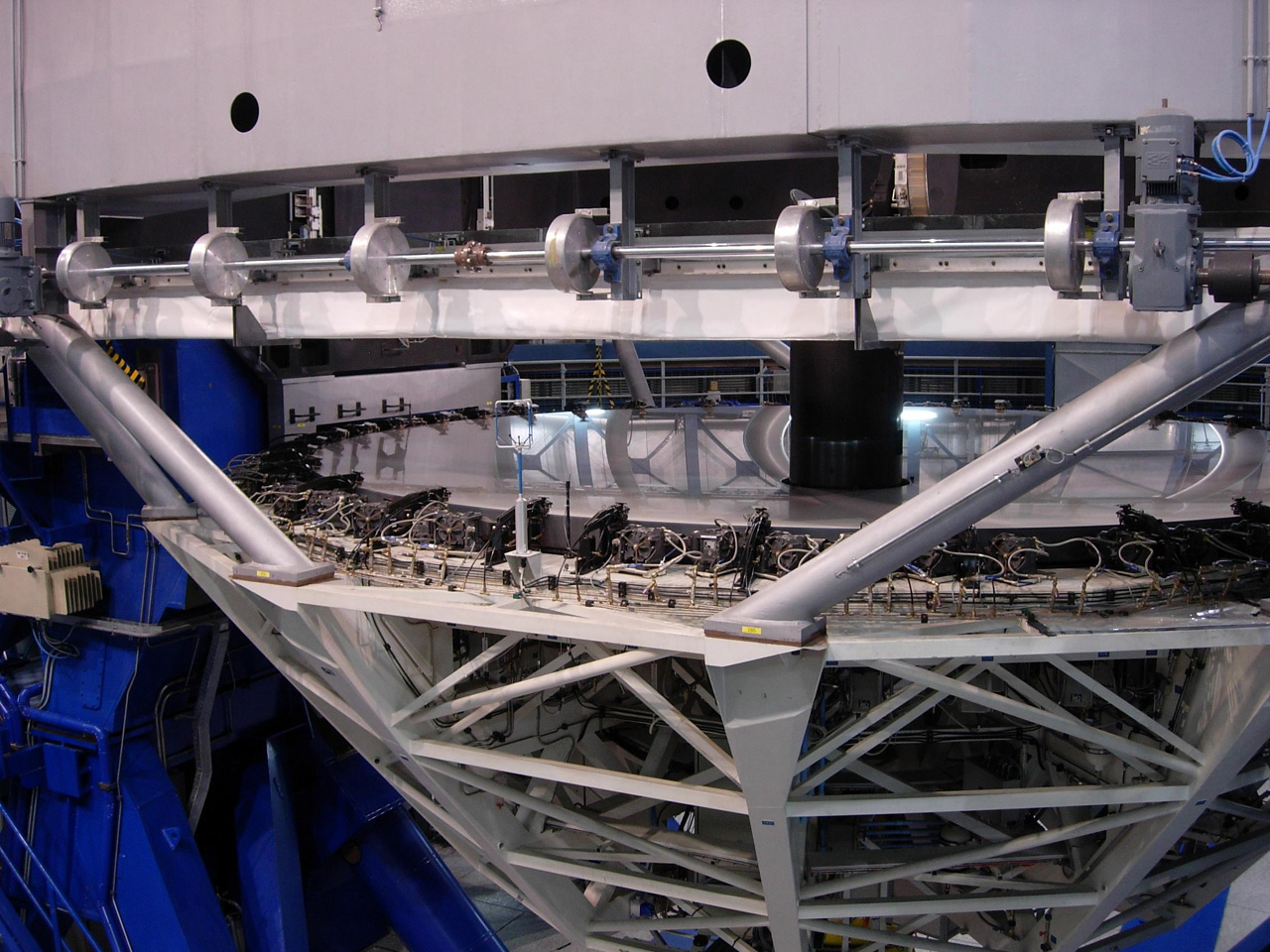
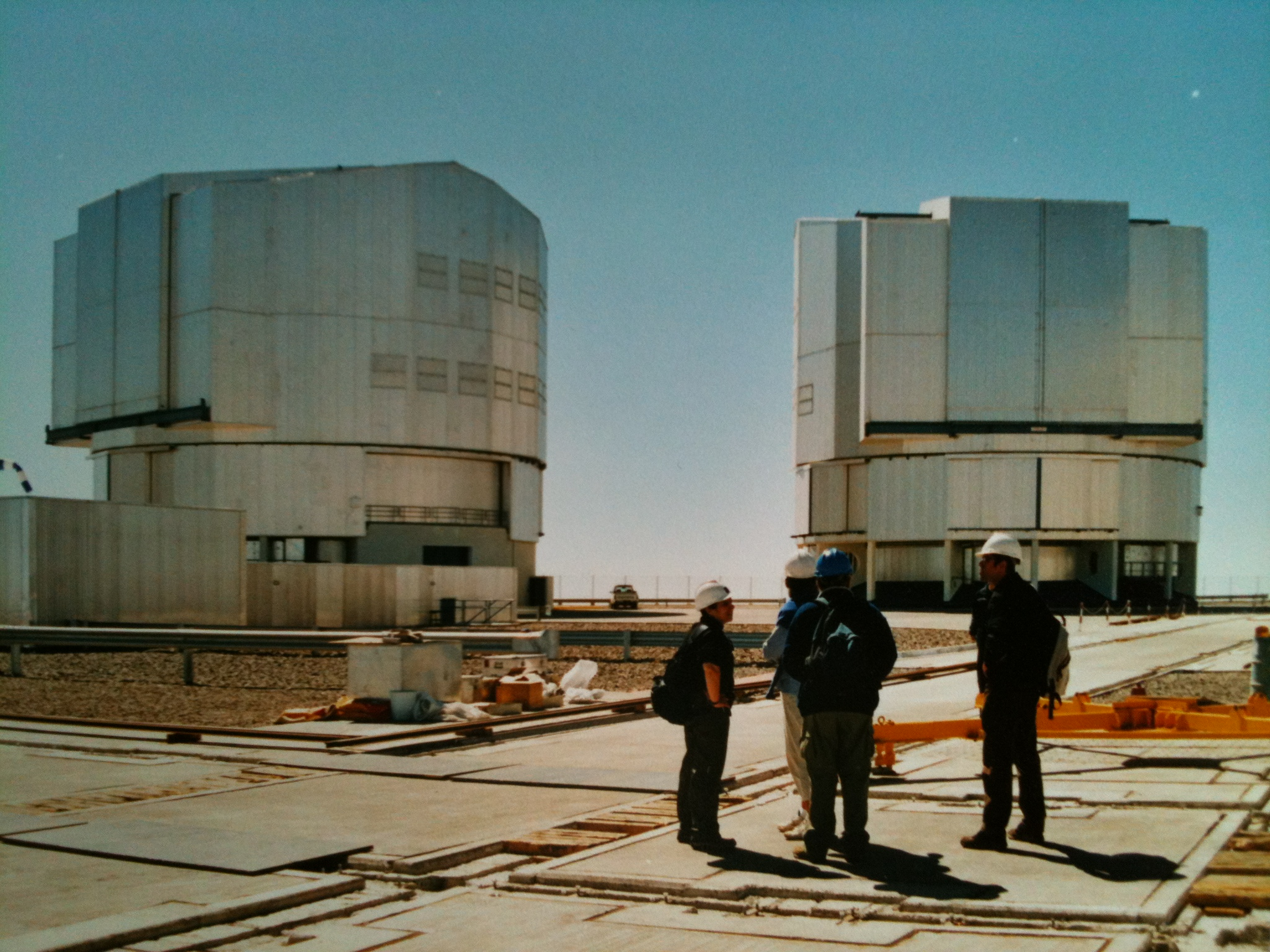
Télescopes principaux du VLT.

### Télévision
- C'est pas sorcier, Le VLT : l'Univers dans un miroir, France 3, diffusé le 13 novembre 2004.
- C'est pas sorcier, Les mystères de l'Univers, France 3, diffusé le 13 et le 16 mars 2005.
- Gérard Klein autour du monde, Le Chili, France 5, diffusé le 30 janvier 2005.
- Travaux Musclés, Lentille géante pour télescope géant, National Geographic Channel, diffusé le 20 février 2009 et rediffusé le 23 février 2009.
- Superstructure SOS, Le Miroir des étoiles, France 5, diffusé le 2 mai 2010.
- Faut pas rêver, le Chili, France 3, diffusé le 16 juillet 2010.